# Fritz Wästfelt
Fredrik (Fritz) Adolf Wästfelt, född den 3 december 1809 i Varnhem, Skarke socken, Skaraborgs län, död den 30 oktober 1881 i Stockholm, var en svensk läkare. Han tillhörde adelsätten Wästfelt och var far till Oscar Alfred Wästfelt, farfar till Axel Oscar Adolf Wästfelt, bror till Axel Georg Wästfelt samt kusin till Ludvig Henrik Benjamin, Alexander Johan och Gerhard Wästfelt.
Wästfelt blev student vid Uppsala universitet 1830, avlade mediko-filosofisk examen 1835, medicine kandidatexamen i Lund 1843 och medicine licentiatexamen 1844. Han blev kirurgie magister 1845 och medicine doktor 1846. Wästfelt var uppbördsläkare på fregatten Eugenie 1846–1847, stadsläkare i Trosa 1847–1855 och provinsialläkare i Stockholms distrikt 1855–1857. Han blev livmedikus hos hertigen av Östergötland, sedermera kung Oscar II, 1857 och var förste bataljonsläkare vid Flottans station i Stockholm 1857–1867, samt förste bataljonsläkare vid Svea livgarde 1867–1872. Wästfelt blev regementsläkare vid Svea livgarde 1872 och förste livmedikus samma år, i samband med att Oscar II blev kung. Vid årsskiftet tio veckor senare fick han avsked som förste livmedikus med tillstånd att bo kvar i Arvsfurstens palats.
Han uppförde med kungligt tillstånd utsiktstornet Bredablick på Skansenberget 1876, då kallad Belvedären, tänkt att vara huvudbyggnad i en kuranstalt. Kostnaderna för att bygga tornet överskred budgeten och Wästfelt skuldsattes. Två år efter att det stod klart köptes tornet av dess byggmästare Axel Gotthard Janson, som hade stora obetalda fordringar. Wästfelt fick ändå hyra byggnaden billigt av byggmästaren, som var hans ordensbroder. Båda var medlemmar av frimurarlogen "S:t Andreas Logen Nordiska Cirkeln". När Wästfelt fyllde 70 år fick han en stor modell av tornet, som också fungerade som cigarrhållare, utförd i silver av juveleraren Gustaf Möllenborg. Den är graverad N.C., för Nordiska Cirkeln, men möjligen bekostades den av byggmästare Janson.
Wästfelt blev riddare av Vasaorden 1856 (med briljanter 1858) och av Nordstjärneorden 1865, kommendör av första klassen av Vasaorden 1873 och riddare av Carl XIII:s orden samma år. Han vilar på Norra begravningsplatsen utanför Stockholm. Oscar II bekostade en minnessten över den skuldsatte Wästfelt, trots att han själv bara fick tillbaka 10 % av en skuld på 5 000 kronor efter bodelningen.